# Carreras a la chilena
Las carreras a la chilena son un deporte ecuestre típico de Chile que consiste en una competencia de velocidad entre dos caballos chilenos sobre un terreno natural dentro de una pista rectangular. Guarda cierta semejanza y es un antecesor de la global hípica, creada en el siglo XVII, con la principal diferencia que los jinetes no usan montura y corren solo en línea recta.
Sus inicios se remontan al lefkawellun (carreras a caballo, en mapudungún) de los indígenas mapuches, que fue adoptado por el Imperio español en la época colonial (1598-1810). Son practicadas principalmente en las áreas campesinas por los huasos durante la celebración de las Fiestas Patrias tras la autorización de las Municipalidades de Chile. No obstante tiene un inconveniente añadido, las apuestas. Hay quienes han perdido mucho dinero y posesiones apostando en las carreras. Debido a esto, durante el siglo XVIII estuvieron prohibidas. La mayoría de las veces está acompañado de juegos chilenos, comidas típicas y rodeos, entre otros.

## Historia

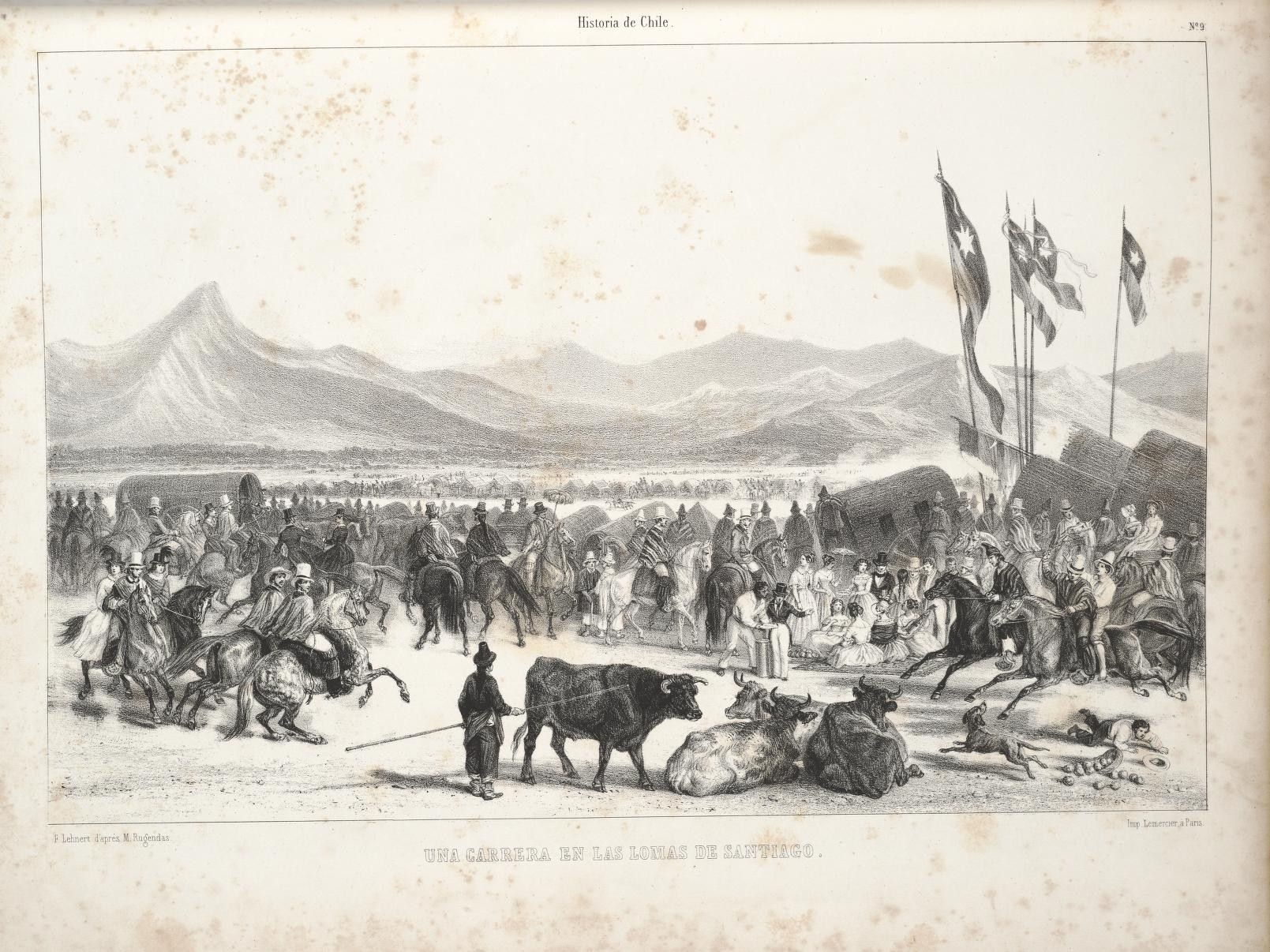
Una carrera en las lomas de Santiago, ilustración de Claudio Gay (1854).

La Iglesia católica en 1748 las criticaba diciendo que: "las carreras de caballo que en todas las calles se frecuentan más parecen fiestas bacanales".
El 17 de julio de 1785 fueron reglamentadas las carreras ecuestres y se dan las normas respecto a las apuestas, a la forma de correr, a los días que deben realizarse, sobre los jueces y sus atribuciones. Estas disposiciones las establece Ambrosio de Benavides, quien había llegado a Chile en 1780 para hacerse cargo de la gobernación del país, función que desempeñó hasta 1787 cuando falleció.
El edicto del gobernador Benavides, en 1785, estableció para las carreras del distrito del Obispado de Santiago, lo que sigue:

a) Prohibición de levantar ramadas, poner ventas y llevar carretas; la gente debía retirarse luego de concluidas las pruebas, sin pernoctar en el lugar.

b) Las apuestas sólo podían cruzarse en dinero, de ningún modo en ganado, alhajas, joyas, ropas, avíos de montar (lo que debía ocurrir de ordinario). Podían, sí, jugarse los caballos del cotejo.

c) El monto de las posturas no debía exceder los $ 200, entre los dueños de los caballos en la cancha, ni los $ 25 entre los mirones.

d) La pista debía estar marcada con tres rayas a distancia de tres varas cada una, debiendo partir los caballos cuando el juez los estimase en línea. Se castigaba con $ 25 el no partir a la orden o el hacerlo mediante falsos alborotos.

e) Se prohibía manguear los caballos durante la carrera, esto es, cargar o molestar un corredor al otro.

f) Las competencias tendrían lugar en los días de trabajo, de cuatro a seis de la tarde en verano, iniciándose una hora antes en invierno.

g) No podían apostar los veedores, jinetes ni mandadores.

h) Se prohibía llevar perros.

i) No debía alegarse cosa alguna contra estas ordenanzas.

## Reglas
Participan tres personas que hacen de ministros de fe:
El «gritón», el «abridor» y el «tercero». La tarea del «gritón» consta en gritar para que los caballos comiencen la carrera, este grito se hace siempre y cuando los caballos salgan parejos (juntos), cabe mencionar que en las carreras a la chilena el caballo tiene aproximadamente 15 metros para salir y poder encontrarse. La tarea del «tercero» es observar el final de la carrera y dar un veredicto previa consulta al gritón por si la carrera ha sido gritada.
En las salidas de cajón, la carrera es tarea del abridor previa autorización de los paradores de los competidores (ambos indican moviendo la cabeza), activar el mecanismo para la apertura de las puertas. En este caso el veedor o tercero antes de dar el fallo, consulta al abridor si la apertura fue normal.

## Condiciones
- A la uña o parejas: los caballos corren en iguales condiciones.
- Dos gruesas: El caballo que da las gruesas corre con las dos herraduras de las manos.
- Cuatro gruesas: El caballo que da las gruesas corre con las cuatro herraduras.
- La ganada: Si los caballos salen empate, gana el que le dieron la ganá.
- La cortada: El caballo que da la cortada tiene que ganar por una diferencia tal que en la meta el tercero vea luz entre los dos caballos, en caso de no verse luz entre los dos caballos gana el caballo que le dieron la ganada.
- Con tres caballos: En las últimas dos décadas, y de manera excepcional, también se han corrido carreras a la chilena con tres caballos.[8][9][10]